# Hruškovice (potok)
Hruškovice je potok pramenící v několika ramenech v Přírodním parku Chřiby severně od městyse Osvětimany v okrese Uherské Hradiště, který se jižně od Mistřína vlévá do Kyjovky, jako její levostranný přítok. V původních turistických mapách je značen jako Kyjovka.
Délka toku měří 24,7 km. Plocha jeho povodí měří 116,6 km².

## Průběh toku
Hruškovice se stéká z několika větví z lesů pod kopci Kazatelna, Ocásek, Hroby a Velká Lipová. Zahlubuje se do údolí, teče kolem Ski parku Osvětimany, a pokračujem víceméně k jihu. U ski parku protéká nádrží a za ní se do ní vlévá jeden bezejmenný potok zprava, potom následuje další bezejmenný zprava. Oba tečou od místní části Vranovy Žleby.
V Osvětimanech přitéká zprava Klimentský potok. V tomtéž městysi přitéká zleva jeden potok tekoucí od Medlovic a pod obcí se Hruškovice stáči k západu a následně u Vrchního mlýna zase k jihu. Poté se do ni vlévá zleva potok tekoucí od Hostějova, následně napájí rybník u dnes již zaniklého Prostředního mlýna a po několika stech metrech vtéká do Horního Ježova. Po oputšení rybníka mírně meandruje jihozápadním směrem. Před vsí Ježov ho napájí jedna vodoteč zprava. Jižně od vsi pak zprava Skalecký potok.
Pokračuje k jihu a u Žádovic se stáčí prudce na západ. Za Žádovicemi ho zprava sytí Moštěnka. Následně teče kolem Kelčan a Vlkoše jihozápadním směrem. Na jihozápadě Skoronic se do něj vlévá jeden potok zleva. Když se dostane pod silnici II. třídy číslo 431 z Mistřína do Dubňan připojí se k němu zleva Zamazaná, jeden bezejmenný potok a vteče do Kyjovky (zleva).